# Freycinetia jaheriana
Freycinetia jaheriana är en enhjärtbladig växtart som beskrevs av Ugolino Martelli. Freycinetia jaheriana ingår i släktet Freycinetia och familjen Pandanaceae. Inga underarter finns listade.